# ウィリアム・リチャードソン (アラバマ州の政治家)
ウィリアム・リチャードソン（William Nicholas Richardson, 1839年5月8日 - 1914年3月31日）は、アメリカ合衆国の政治家、法律家。
リチャードソンは1839年に、現在のアラバマ州ハンツヴィル都市圏、ライムストーン郡アセンズで出生した。リチャードソンは地元の公立学校で学んだ後、南北戦争において連合国側（南軍）の軍隊で任務に就いた。そして1865年4月、捕虜のまま南北戦争が終結するとリチャードソンはジョージア州マリエッタで仮釈放された。
リチャードソンは1865年から1867年までアラバマ州下院議員を務め、また法学を学んだ。1867年、リチャードソンはアラバマ州から弁護士の認可を受け、同州ハンツヴィルで弁護士業を開業した。その後1875年から1886年までアラバマ州マディソン郡の郡裁判所および遺言検認裁判所で判事を務めた。
1899年、リチャードソンはジョセフ・ホイーラーの辞職により空席となったアメリカ合衆国下院の議席を充当するため、民主党から第56回アメリカ合衆国議会の議員に選出された。そしてその後、1914年まで8期16年の間、下院議員を務めた。またリチャードソンは、1904年に民主党全国大会の代表に選出された。第 62 回および第 63 回アメリカ合衆国議会では、年金委員会の議長を務めた。
下院議員に在職中の1914年3月、リチャードソンはニュージャージー州アトランティック・シティで死去した。リチャードソンの遺体はアラバマ州ハンツヴィルのメイプル・ヒル墓地に埋葬された。